# جیمی پیندا
جیمی پیندا (به انگلیسی: Jamie Pineda) با نام کامل جیمی آیرین پیندا (به انگلیسی: Jamie Irene Pineda) (زاده ۲۷ سپتامبر ۱۹۸۸) خواننده، ترانه‌سرا و مدل آمریکایی است.